# Erronea onyx
Erronea onyx là một loài ốc biển, là động vật thân mềm chân bụng sống ở biển trong họ Cypraeidae, họ ốc sứ.

## Phân bố
Chúng phân bố ở Ấn Độ Dương dọc theo Aldabra, Comoros, Kenya, Madagascar, Mauritius, Mozambique, Réunion, Seychelles, Tanzania và miền trung Thái Bình Dương.

## Hình ảnh

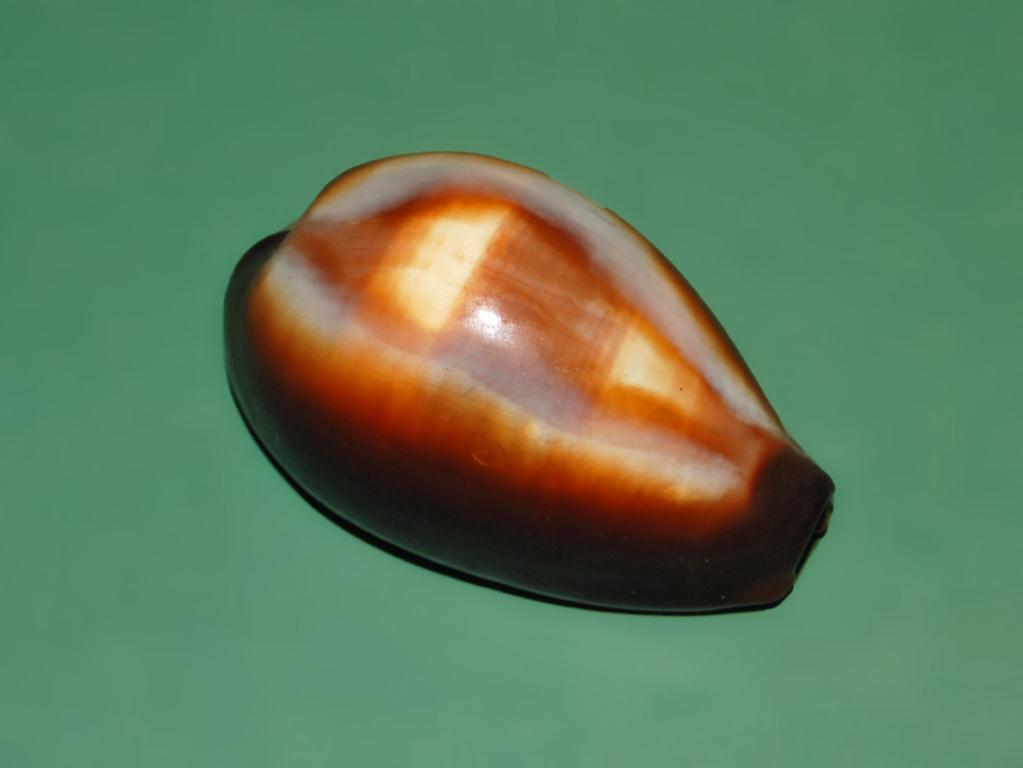
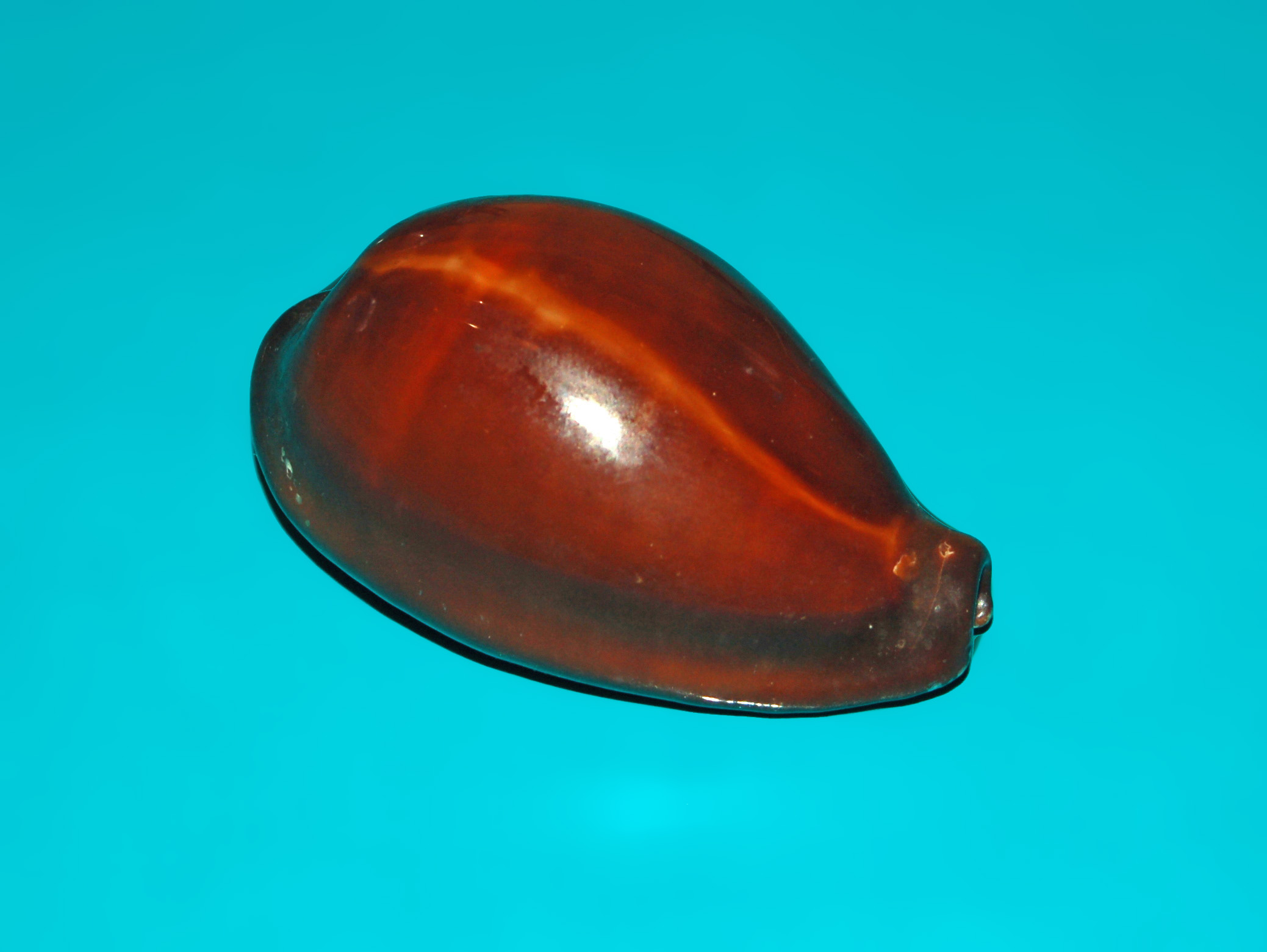
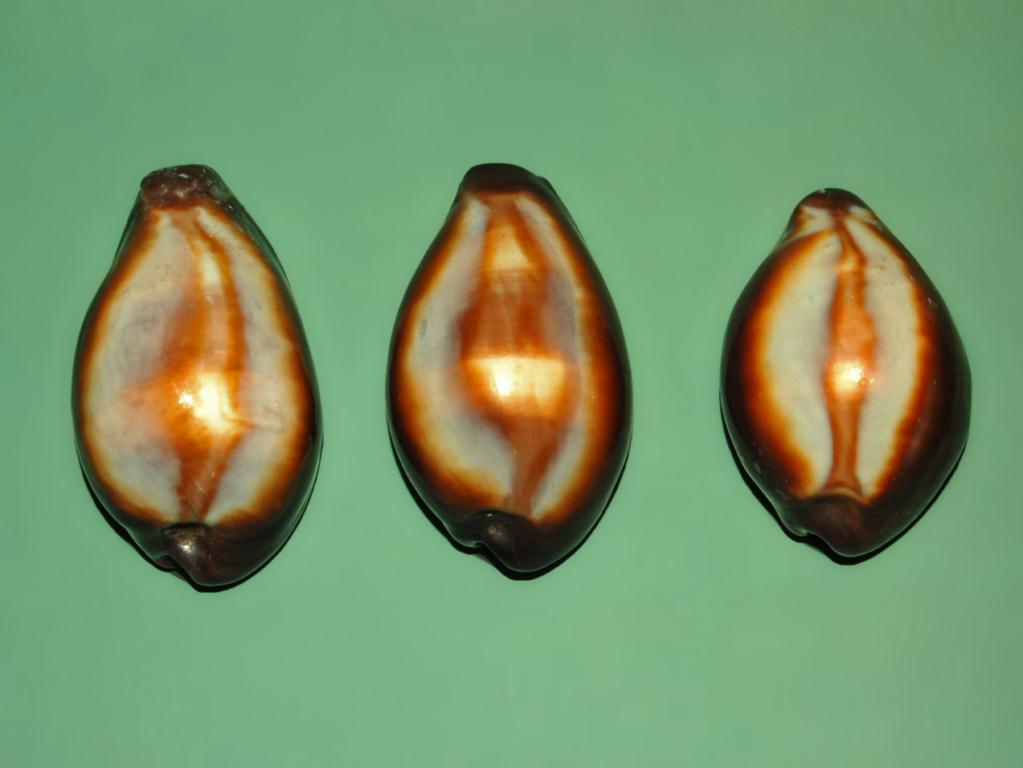
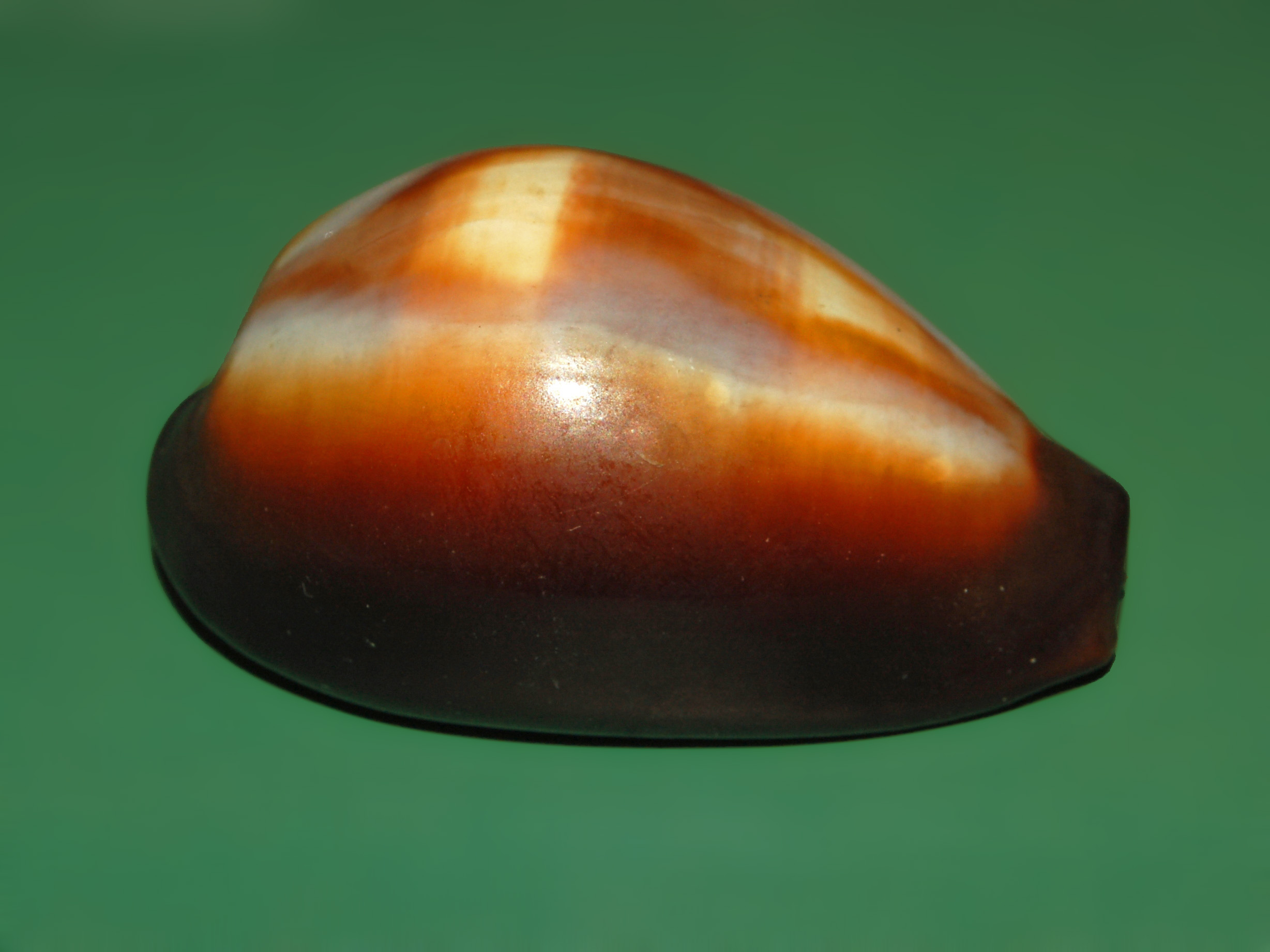